# Iyaz
Keidran Jones (Tortola, 15 de abril de 1987), mais conhecido pelo seu nome artístico Iyaz, é um cantor das Ilhas Virgens Britânicas. Nasceu em uma família de músicos e cresceu em Tortola. A sua primeira canção "Replay" chegou ao número dois na Billboard Hot 100 em 2009. Em Dezembro de 2009, a música chegou à primeira posição da Billboard Pop Songs. No Reino Unido, chegou ao topo estreando a 10 de Janeiro de 2010, na UK Singles Chart.

## Vida e carreira musical
Iyaz nasceu em Tortola nas Ilhas Virgens Britânicas, no Reino Unido. Estudou gravação digital no colégio e gravou várias faixas de estudo. Sean Kingston descobriu o cantor no seu MySpace em 2008. Quando Iyaz viu a primeira mensagem, pensou que seria melhor não responder  e mais tarde assinou um contracto de gravação com a Time Is Money/Beluga Heights, uma editora discográfica da Warner Bros. Records. Kingston apresentou-o a J. R. Rotem."Replay" foi assim lançado como single de estreia de carreira. Iyaz gravou a música "Gonna Get This" com a cantora e atriz Miley Cyrus para a trilha sonora de Hannah Montana Forever, também uma música com o Big Time Rush, "If I Ruled The World". Recentemente, Iyaz compoz junto com Ariana Grande "You're My Only Shorty", que foi gravada com parceria da cantora norte-americana Demi Lovato e está disponível em seu terceiro CD Unbroken (canção).

## Discografia
Álbuns de estúdio
- Replay (2010)